# Richard Morton
Richard Morton (1637-1698) est un médecin anglais qui est le premier à déclarer que les tubercules sont toujours présents dans la tuberculose pulmonaire. À l'époque de Morton, cette maladie débilitante est appelée consommation, ou par son nom grec de phtisie. Ce n'est que dans les années 1820 que l'on a reconnu les nombreux symptômes possibles de cette infection appartenant à une seule maladie et c'est Johann Lukas Schönlein qui introduit en 1839 le terme « tuberculose ».

## Biographie
Il est né dans le Worcestershire et, après avoir été formé au Magdalen Hall d'Oxford, il choisit d'entrer dans l'Église, devenant vicaire de Kinver dans le Staffordshire. Avec son refus d'acquiescer à l'Acte d'Uniformité de 1662 à la suite de la Restauration de Charles II, il est contraint de démissionner. On ne sait pas exactement où il se trouve au cours des huit années suivantes, même s'il s'est probablement rendu en Hollande. Réapparaissant en 1670, il obtient un doctorat en médecine de l'Université d'Oxford.
Son livre phare Phthisiologia, seu exercitationes de phthisi, tribus libris comprehensæ. Totumque opus variis historiis illustratum est publié en latin en 1689, avec une traduction anglaise parue en 1694. Une deuxième édition anglaise est publiée en 1720. Son importance est en partie due au fait que la maladie a été peu étudiée par les autres médecins de l'époque, bien qu'elle soit une cause majeure de décès ; représentant plus de 18 % de tous les décès dans la ville de Londres en 1700. L'ouvrage est également important dans la mesure où il contient également les premières descriptions médicales reconnues de l'état d'émaciation maintenant connu sous le nom d'anorexie mentale.
La médecine de cette époque est respectueuse des idées de Galien et Morton considère donc naturellement les tubercules comme étant causés par des dégénérescences glandulaires ; Mycobacterium tuberculosis n'est identifié qu'en 1882 par Robert Koch.